# Бланко, Сальвадор Хорхе
Хосе́ Сальвадо́р Ома́р Хо́рхе Бла́нко (исп. José Salvador Omar Jorge Blanco; 5 июля 1926, Сантьяго-де-лос-Трейнта-Кабальерос — 26 декабря 2010, там же) — доминиканский политик, сорок восьмой президент Доминиканской Республики.

## Биография
Родился в семье учителя и бизнесмена. В 1950 окончил юридический факультет Автономного университета Санто-Доминго. В 1951 окончил аспирантуру и получил докторскую степень по специальности «Международное право» (связанную с работой о праве политического убежища) в Мадридском университете Комплутенсе.
В 1961 открыл юридическую фирму, после свержения в том же году диктатуры Рафаэля Трухильо сразу же начал политическую карьеру как член партии Национальный гражданский союз (Unión Cívica Nacional). В 1963, после свержения президента Хуана Боша, присоединился к гражданскому движению сопротивления американской оккупации, стремившемуся вернуть доминиканскую конституционность. В 1964 вступил в Доминиканскую революционную партию (ДРП), где занимал различные должности в Политической комиссии и Национальном исполнительном комитете в 1966–1973 и с 1976 года. В мае-сентябре 1965 служил Генеральным прокурором Республики в правительстве Франсиско Альберто Кааманьо и был членом Комиссии по переговорам, выступавшей посредником во властном политическом конфликте.
В 1970–1976 был профессором права в Папском католическом университете Мадре-и-Маэстра. В 1973–1975 председательствовал в коллегии адвокатов Сантьяго-де-лос-Трейнта-Кабальерос. Работал членом комиссии по подготовке проекта Торгового кодекса Республики в 1975–1979.
В 1977 выдвигался в кандидаты в президенты от ДРП, но потерпел поражение (был выдвинут Антонио Гусман Фернандес, позже выигравший выборы и ставший президентом). Также участвовал в разработке Конституционного акта и Закона о примирении Доминиканской Республики. В 1979 был избран президентом ДРП при противодействии президента А. Гусмана, с которым вступил в конфликт.
Сенатор от столичного округа в 1978-1982 годах.
16 мая 1982 на всеобщих выборах был избран президентом страны, получив 46,7 % голосов против бывших президентов Х. Балагера (38,6 %) и Х. Боша (9,8 %). 16 августа того же года вступил в должность.

## Президентство
В период своего правления ему не удалось справиться с ростом цен на предметы первой необходимости и высокой инфляцией, несмотря на попытку заморозить зарплаты и цены и запрет на ввоз большого количества потребительских товаров в целях экономии иностранной валюты ради возможности выполнения долговых обязательств. Чтобы показать пример, президент начал со снижения своей месячной зарплаты с 5000 до 3000 долларов, а также всех высших руководящих должностей, которые превышали 375 долларов, отменив повышение заработной платы, введённое в органах государственного управления и организациях в день выборов.
В апреле 1984 резкое повышение цен, осуществлённое в рамках программы экономической стабилизации, одобренной МВФ, привело к массовым беспорядкам, разграблению продовольственных магазинов, столкновениям с полицией и десяткам жертв среди населения (официально 125). Это сильно запятнало историю его правления, как и не прекратившиеся похищения и убийства видных политиков. После призыва профсоюзов к забастовке в качестве «превентивных» мер приказал ввести войска в столицу и арестовать лидеров левых и союзных им СМИ. В конце августа 1984 он раскрыл ошеломленному общественному мнению новый пакет мер жесткой экономии, включая 50-процентное повышение цен на бензин, не преминув подчеркнуть, что это условия МВФ. Профсоюзы снова объявили 24-часовую всеобщую забастовку на 3 сентября, и правительство попыталось остановить её, вновь приказав арестовать профсоюзных лидеров. Всё равно прошедшая всеобщая забастовка и человеческие жертвы из-за перестрелок протестующих с полицией, в том числе в период с января по февраль 1985, вынудили президента частично отказаться от своих мер.
В ноябре 1985 внутрипартийные выборы, призванные подчеркнуть неизменную приверженность ДРП внутренним демократическим процедурам выбора своего кандидата в президенты, были прерваны из-за перестрелки в отеле Concorde, где шёл подсчёт голосов. Позже кандидатом от ДРП был выдвинут бывший вице-президент и исполнявший обязанности президента страны, председатель Сената Хакобо Махлута, находившийся во внутрипартийной оппозиции к Х. Бланко. В том же году впервые после гражданской войны 1965 года в стране наблюдались отрицательные темпы роста. Всё это привело к поражению ДРП на всеобщих выборах 1986 года.

## Жизнь после президентства
После ухода с поста президента подвергался судебному преследованию за нецелевое расходование бюджетных средств, в частности, за армейские закупки по завышенным ценам у компаний, связанных с Х. Бланко. 23 декабря 1986 ему был запрещён выезд за границу. После продолжительного допроса и выдачи ордера на арест по обвинению в коррупции 30 апреля 1987 попытался вместе с семьёй укрыться в посольстве Венесуэлы в поисках политического убежища (правительство Х. Лусинчи отклонило его просьбу). 8 мая был госпитализирован с сердечным спазмом, что 14 мая позволило ему выехать в США для лечения. В ходе последовавшего судебного процесса ему было предъявлено 38 уголовных обвинений, в частности, мошенничество, хищения, уклонение от ответственности, злоупотребление доверием и другие.
16 ноября 1988 суд приговорил его к 20 годам тюремного заключения и штрафу в размере 100 миллионов песо. Это произошло в его отсутствие, так как он по-прежнему находился в США на лечении. 30 числа того же месяца он прибыл в Санто-Доминго, чтобы обжаловать приговор. В течение года вёл судебную тяжбу, которая привела к отмене обвинительного приговора в конце 1989. Однако 8 августа 1991 он снова был признан виновным и приговорен к 20 годам тюремного заключения и уплате штрафа в размере 73 миллионов песо. Он был арестован, но провёл в тюрьме всего два месяца. В 2001, после 10 лет апелляций, вновь добился отмены приговора. В сентябре 2001 президент Иполито Мехия снял с него обвинения, что было истолковано как своего рода помилование. Бланко всегда отрицал обвинения и утверждал, что его они были результатом политического преследования со стороны Хоакина Балагера.
С 1980-х носил кардиостимулятор. В конце ноября 2010 года в результате травмы, полученной во время падения с кровати и сильного удара головой, впал в 37-дневную кому. 26 декабря того же года скончался в своём доме в Санто-Доминго.
Был хорошим музыкантом, отличавшимся игрой на фортепиано и виолончели. Являлся автором нескольких эссе на темы правосудия, политики и национальной истории.
6 июня 2022 его сын Орландо Хорхе Мера, занимавший должность министра окружающей среды, был застрелен в возрасте 55 лет в своём кабинете в министерстве.